# 欧阳路
欧阳路是中華人民共和國上海市虹口區一條南北走向道路，北至大連西路，南與臨平北路相連，道路全长1361米，始建於中華民国19年(1930年)，當時由欧阳姓的广东人出资修建，所以道路得名歐陽路。